# 李德恢
李德恢（1446年—？），字叔恢，順天府東安縣人，民籍，明朝政治人物。

## 生平
成化七年（1471年）辛卯科順天鄉試第四十四名舉人，十一年（1475年）中式乙未科會試第一百二十二名，三甲第一百四十六名進士。任嚴州府知府，官至浙江布政使司右參政。

## 家族
曾祖李延興，元朝翰林院檢討。祖父李東，行人司副，贈太僕寺少卿。父李侃，右僉都御史。弟李德仁。子李暐、李欽昊、李光需、李光霽。